# Queensland Open 1972
Il Queensland Open 1972 è stato un torneo di tennis giocato sul erba. È stata la 77ª edizione del torneo di Brisbane, che fa parte del Commercial Union Assurance Grand Prix 1972 e dei Tornei di tennis femminili indipendenti nel 1972. Il torneo si è giocato a Brisbane in Australia dal 27 novembre al 3 dicembre 1972.

## Campioni

### Singolare maschile
Ken Rosewall ha battuto in finale  Geoff Masters con il punteggio di 6–2 5–7 6–4 3–6 7–5

### Doppio maschile
Ross Case /  Geoff Masters hanno battuto in finale  Georges Goven /  Wanaro N'Godrella con il punteggio di 6–2, 6–7, 6–2, 7–6

### Singolare femminile
Evonne Goolagong ha battuto in finale  Glynis Coles con il punteggio di 6–0, 7–5

### Doppio femminile
Evonne Goolagong /  Janet Fallis hanno battuto in finale  Barbara Hawcroft /  Marilyn Tesch